# Театр имени Л. Варпаховского
Театр имени Л. Варпаховского, фр. Théâtre L. Varpakhovsky — русскоязычный театр в г. Монреаль (Квебек, Канада), существовавший в 1995—2018 годах.

## История
Театр создали в 1995 году эмигранты из бывшего СССР, Григорий Зискин и Анна Варпаховская (дочь Л. В. Варпаховского, в честь которого и был назван театр).
Театр специализировался на русской и зарубежной классике. Среди авторов, чьи пьесы были поставлены театром — Достоевский, Островский, Чехов, Марк Камолетти (Франция) и другие.
За годы существования театра были созданы следующие спектакли:
- «Дядюшкин сон» — по одноимённой повести Ф. М. Достоевского,
- «Скамейка» — по пьесе А. С. Гельмана,
- «Если всё не так» — Ж-Ж.Брикера и М.Ласега,
- «Волки и овцы» — по пьесе А. Н. Островского,
- «Последняя любовь» — В. Мухарьямова (по мотивам рассказа И. Б. Зингера)
- «Миллиард для наследников» — комедия П. Шено
- «Четыре довода в пользу брака» — по пьесе Ричарда Баэра
- «Семейный ужин» — комедия с адюльтером в 2-х действиях по пьесе Марка Камолетти
- «Антипьеса для антипублики» — по пьесе Ива Жамиака
- «Бабье лето» — комедия по пьесе Айвана Менчелла

Е. Соловей, живущая в США, регулярно участвовала в постановках театра.
В конце 2010-х гг. создательница театра Анна Варпаховская переехала в Киев, где стала работать в театре им. Леси Украинки, а театр в Монреале прекратил деятельность.